# Моторошна долина

«Моторошна долина», «неприродна долина» (англ. uncanny valley, яп. 不気味の谷現象) — гіпотеза з області робототехніки і 3-вимірної комп'ютерної анімації, згідно з якою людиноподібні об'єкти викликають відразу, якщо вони виглядають і поводяться дуже схоже на людину. Слово «долина» вказує на заглибину на графіку, що зображає силу враження від образу як функцію рівня схожості між людиною та її реплікою.

## Походження назви
Оригінальний термін Bukimi no Tani Genshō (不気味の谷現象) придумав професор робототехніки Масахіро Морі у 1970. Гіпотеза пов'язана з концепцією Ернеста Єнча (Ernst Jentsch) про «моторошне» (Das Unheimliche), висловленою ним в есе 1906 року «Про психологію моторошного», а потім розвиненою Зигмундом Фройдом.

## Зміст гіпотези

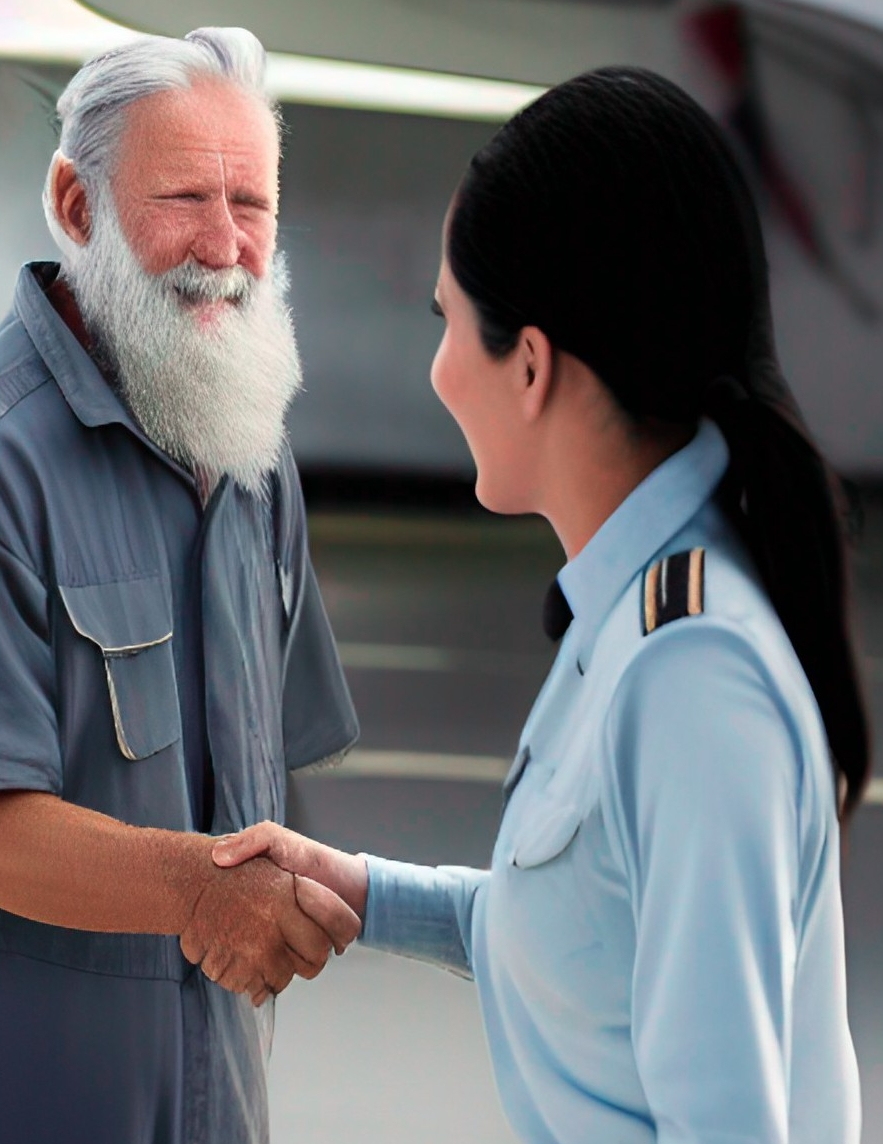
Згенероване штучним інтелектом зображення, наповнене дрібними деталями, що спричиняють дискомфорт у глядачів

Оригінальна гіпотеза Морі стверджує, що зі збільшенням людиноподібності робота поступово збільшується позитивне враження і емпатія людського спостерігача, а далі враження різко стає відразливим. Однак, якщо подібність збільшуватиметься далі, то враження знову стане позитивним.
Ця область негативного враження між «трохи людським» і «цілком людським» виглядом називається «моторошною, неприродною долиною». Така назва виражає ідею, що майже ідеально людиноподібні роботи виглядають «дивно», «неприродно» для людини, викликаючи відразу, і не зможуть викликати емпатію, потрібну для взаємодії з роботом.
З розвитком тривимірної графіки, зокрема тривимірної анімації, поняття моторошної долини стало поширюватися і на неї. Подібно як із роботами, якщо тривимірна модель зображає людину, але не вписується в уявлення про норму, то ця модель сприймається з неприязню, страхом або огидою. Наприклад, таким може бути зображення з незвичайними рухами, або стилізована модель, на яку натягнено реалістичну текстуру шкіри. Нерідко ефект моторошної долини мають зображення людей, згенеровані штучним інтелектом, оскільки звичайні деталі зовнішності поєднуються нетиповим чином.

## Пояснення

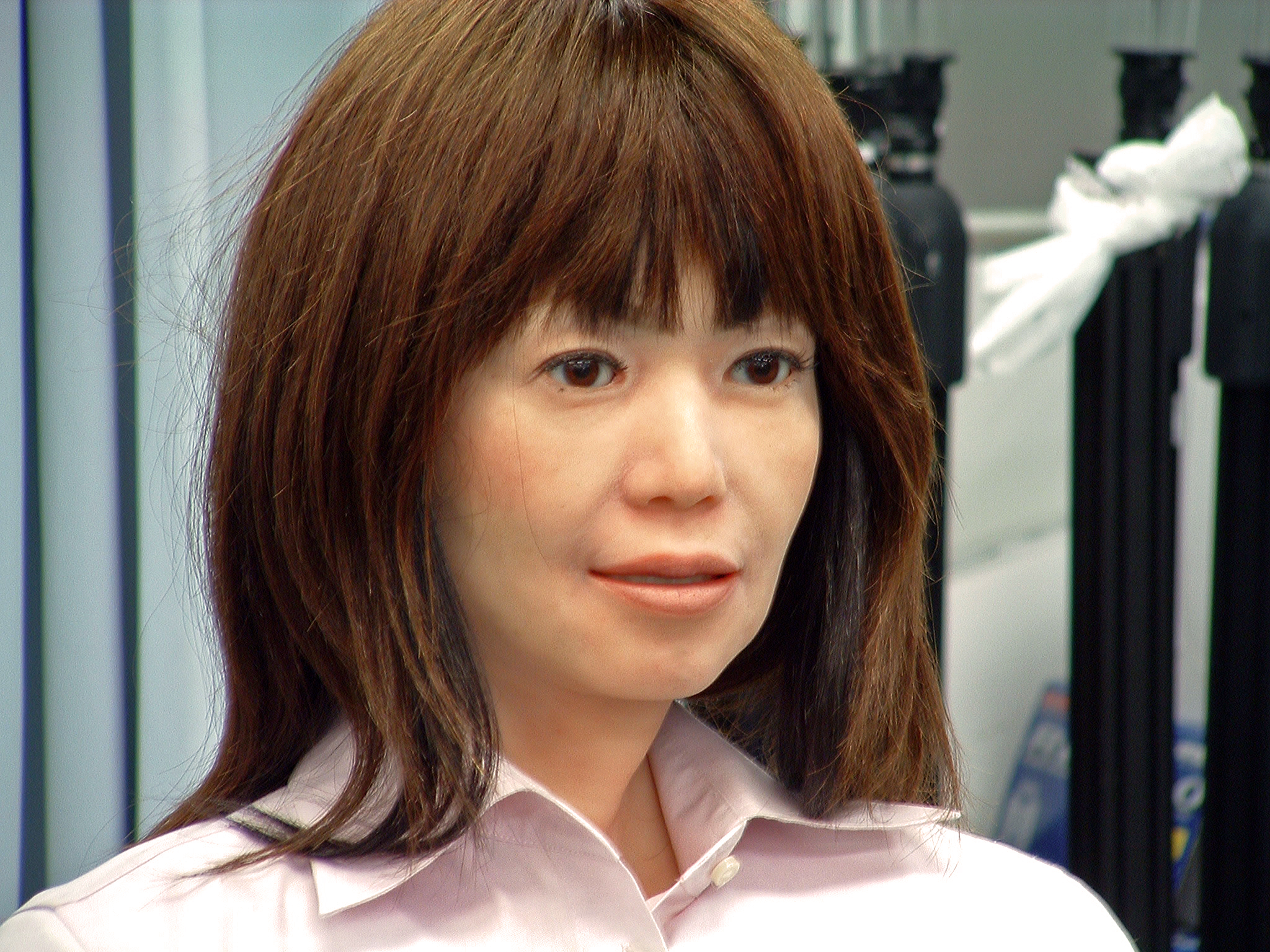
Майже людиноподібне обличчя робота Repliee Q2

Конфліктні відчуття: якщо робот виглядає майже, як людина, проте має помітні відмінності (наприклад, неприродні для людини рухи), це ускладнює його ідентифікацію як людини чи не людини. Сприймаючи схожого на людину робота, людина витрачає більше часу на розпізнавання, тому відчуває потенційну небезпеку. Цей же механізм лежить у страхові перед різними чудовиськами-химерами, широко відомими в світовій культурі.
Підсвідомий вибір партнера: спілкуючись між собою, люди підсвідомо оцінюють одні одних як потенційних статевих партнерів. Слабка імунна система, поганий гормональний стан, вроджені вади відображаються на зовнішньому вигляді, зокрема на обличчі, та спричиняють неприязнь і огиду. Адже потомство від стосунків з такою людиною передбачувано буде слабким або нежиттєздатним.
Нагадування про смерть: робот подібний на труп; частково зібраний робот нагадує про поранення та розчленування, що спричиняє асоціації зі смертю. Оскільки роботи сприймаються як двійники людей, вони також сприяють страху, що замінять людей, в якомусь сенсі знищать їх — якщо не фізично, то в роботі, особистих стосунках.
Страх перед зараженням: незвичайний вигляд людини природно вказує, що вона хвора, а тому може бути заразною і становить потенційну загрозу для решти людей. Якщо робот має помітні відхилення від вигляду здорової людини, він викликає тривогу та відразу.
Парадокс нагромадження: людина поділяє об'єкти та явища за ознаками «людина/не людина», «людське/не людське». Робот, який майже точно нагадує людину, робить таке розрізнення складнішим, а тому спричиняє тривогу та страх. Подібно як із парадоксом нагромадження, складно сказати коли купа піску перестане бути купою, якщо забирати з нею по піщинці; якщо людиноподібність зменшується дуже малими порціями, важко провести межу між людиною та не людиною.
Порушення людських норм: поки в робота помітні явні нелюдські риси, він сприймається як машина, на яку переносяться людські ознаки. Коли ж робот стає майже, як людина, він починає сприйматися як буквальна інша людина, що діє ненормально, а отже становить загрозу.
Релігійне визначення людської ідентичності: в багатьох релігіях людину вирізняє наявність душі чи духу. Саме це робить людину чимось більшим, ніж просто організованою матерією. Робот же сприймається як подоба людини, що душі чи духу не має. Присутність дуже людиноподібного робота вселяє страх, що і сама людина нічим суттєво не вирізняється, що вона — лише матерія.